# Souimanga de Johnston
Nectarinia johnstoni
Espèce
Statut de conservation UICN

 LC  : Préoccupation mineure
Le Souimanga de Johnston (Nectarinia johnstoni) est une espèce d’oiseau de la famille des Nectariniidae. Cet oiseau peuple les landes d'altitude de Rwenzori-Virunga, les landes d'altitude d'Afrique de l'Est et le plateau de Viphya.

## Description
Les mâles adultes ont une longue queue, jusqu'à environ 20 centimètres (7,9 pouces) de longueur, et des touffes pectorales écarlates jusqu'à environ 10 millimètres (0,39 pouces) de large.Ces touffes peuvent être vues en vol et lorsque les ailes sont réarrangées, mais pas chez les oiseaux perchés. La tête est noire et les parties supérieures sont vert métallique, apparaissant presque noires de loin. Le croupion est bleuâtre et les ailes et la queue sont noires, cette dernière ayant des plumes centrales allongées. Les parties inférieures sont vert irisé, passant au violet bleuâtre sur le haut du ventre et noires sur le bas du ventre. La femelle a les parties supérieures gris brunâtre, les ailes noir brunâtre et la queue brun foncé. Les parties inférieures sont blanchâtres avec des marbrures sombres. Les touffes pectorales sont plus petites que celles du mâle et peuvent être plutôt plus rouge orangé.

## Habitat
Le Souimanga de Johnston se trouve à très haute altitude dans les marais montagneux Afroalpine Rwenzori-Virunga et les marais montagnards d'Afrique de l'Est, mais également à basse altitude. Son aire de répartition normale se situe sur plusieurs zones disjointes de forêt montagnarde et de landes entre 3 000 et 4 500 m (9 843 et 14 764 pi) d'altitude, ce qui englobe un certain nombre de zones de végétation. Il est particulièrement associé à la lobélie géante, se nourrissant du nectar et des insectes sur les plantes, et utilisant les hautes têtes de fleurs comme chants. À basse altitude, il se nourrit de Protea et d'autres plantes.